# Charaf ad-Dawla Chirzil
Pour les articles homonymes, voir Charaf.
Charaf o-dowleh Chirzil ou Charaf ad-Dawla Chirzil (L'honneur de l'empire) est né vers 960. Il le fils aîné de `Adhud ad-Dawla Fannâ Khusraw. Son père décède le 26 mars 983. Il devient l'émir bouyide du Kerman et du Fars en 983 puis d'Irak en 987. Il décède le 6 septembre 989.

## Biographie
`Adhud ad-Dawla n'a pas désigné de successeur. Il laisse plusieurs fils. L'aîné est Chîrzîl (Charaf ad-Dawla) prétend donc à la succession de son père, le deuxième, qui avait peut-être la préférence de son père, est Marzûban (Samsâm ad-Dawla). Marzûban prend aussitôt le pouvoir à Bagdad et prétend au titre « d'émir des émirs » et prend le nom de Samsâm ad-Dawla (Le tranchant de l'empire). Chîrzîl montre aussi ses prétentions au pouvoir et partant du Kerman il envahit le Fars et prend le nom de Charaf ad-Dawla (L'honneur de l'empire).

### Tentative de réunification de l'empire
Charaf ad-Dawla se retrouve entouré d'ennemis. À l'ouest, son frère Samsâm ad-Dawla est à Bagdad et deux autres de ses frères Taj ad-Dawla et Diya' ad-Dawla contrôlent Bassora et le Khuzestân. Au nord, son oncle Fakhr ad-Dawla `Alî règne à Ray. Charaf ad-Dawla passe les années qui suivent à combattre ces différents membres de sa famille. Il vient en aides aux Samanides lorsque Fakhr ad-Dawla tente de leur ravir le Khorasan. En dépit de cette défaite les gouverneurs de Bassora et du Khuzestân font de Fakhr ad-Dawla « l'émir des émirs ».
Charaf ad-Dawla parvient à étendre son domaine en contrôlant Oman. Au début de l'année 986 il prend Bassora et le Khuzestân contraignant ses deux frères à rejoindre les territoires de Fakhr ad-Dawla. Il se retourne alors contre Samsâm ad-Dawla. En juin 986, Charaf ad-Dawla et Samsâm ad-Dawla signent un traité où le cadet, Samsâm ad-Dawla, promet obéissance à son aîné lui reconnaît le titre « d'émir des émirs », il garde le pouvoir sur l'Irak tandis que Charaf ad-Dawla règne sur le Fars, le Khuzestân et Bassora. Ce dernier avait sans doute l'intention d'envahir l'Irak. L'anarchie qui commence à s'y installer l'incite à intervenir. En 987, il entre dans Bagdad, destitue son frère Samsâm ad-Dawla et l'emprisonne dans le Fars. En juillet le calife abbaside At-Ta'i le reconnaît officiellement comme « émir des émirs ».
Charaf ad-Dawla envisage alors de reprendre aux Kurdes les territoires qu'ils ont pris à Fakhr ad-Dawla. Cette campagne est ratée. Charaf ad-Dawla décède le 6 septembre 989. Sa tentative de restaurer l'empire de son père `Adhud ad-Dawla Fannâ Khusraw est un échec : Les Buyides de Ray avec Fakhr ad-Dawla sont pratiquement devenus indépendants.
Son frère cadet Fîrûz avec le titre de Bahâ' ad-Dawla (La splendeur de l'empire) lui succède à Bagdad. Samsâm ad-Dawla parvient à s'échapper et prend le contrôle du Fars, du Kerman et du Khuzestân.